# Усманов, Гумер Исмагилович
Гумер Исмагилович Усманов (тат. Гомәр Исмәгыйль улы Усманов; 16 марта 1932, Чистополь, Татарская АССР — 23 февраля 2015, Казань) — советский партийный и государственный деятель, Секретарь ЦК КПСС (1989—1990), первый секретарь Татарского обкома КПСС (1982—1989).

## Биография

### Образование
В 1950 окончил Чистопольский сельскохозяйственный техникум.
В 1961 окончил факультет мелиорации сельского хозяйства Казанского сельскохозяйственного института.

### Трудовая деятельность
- 1950—1956 — учитель в Усадской школы механизации сельского хозяйства, избран первым секретарём Высокогорского райкома ВЛКСМ Татарской АССР.
- 1956—1960 — лектор Чистопольского горкома КПСС.
- 1960—1962 — секретарь, первый секретарь Чистопольского горкома КПСС.
- 1962—1965 — начальник Челнинского сельскохозяйственного управления.
- 1965—1966 — первый секретарь Буинского райкома КПСС.
- 1966—1982 — Председатель Совета Министров Татарской АССР.
- 1982—1989 — первый секретарь Татарского обкома КПСС.
- 6 марта 1986 — избран членом ЦК КПСС.
- 20.09.1989—1990 — секретарь ЦК КПСС.
- 1989—1991 — народный депутат  СССР.

С 27 декабря 1991 года после распада СССР находился на пенсии, в общественной и политической деятельности не участвовал.
Член ЦК КПСС (1986—1990). Депутат Верховного Совета СССР 7-9 и 11 созывов.

## Награды
В 2002 году награждён Орденом «За заслуги перед Республикой Татарстан».
В 2012 году награждён Медаль «За доблестный труд» Татарстан.

Награждён Орденом Октябрьской Революции, двумя Орденами Трудового Красного Знамени, Орденом Знак Почёта.
В 2015 именем Усманова назван Чистопольский сельскохозяйственный техникум.

## Семья
- Супруга — Усманова Дамира Хадеевна,
  - сын Фарид — врач-невропатолог,
  - дочь Светлана — математик, окончила мехмат Казанского университета, в котором работает преподавателем вместе со своим супругом.
  - Внуки:
    - Марат и
    - Айрат[5].

## Галерея

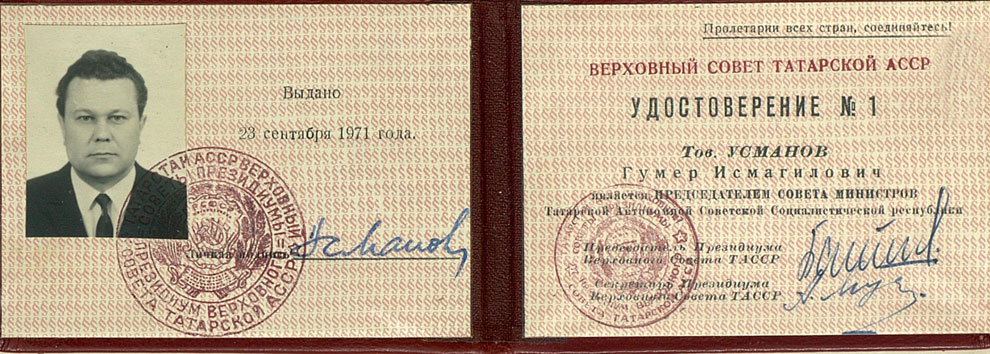
Удостоверение Совета Министров Татарской АССР
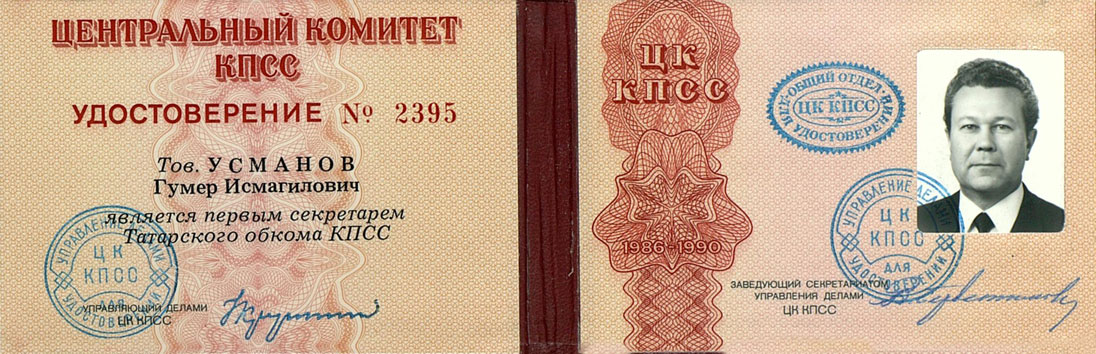
Удостоверение первого секретаря Татарского обкома КПСС
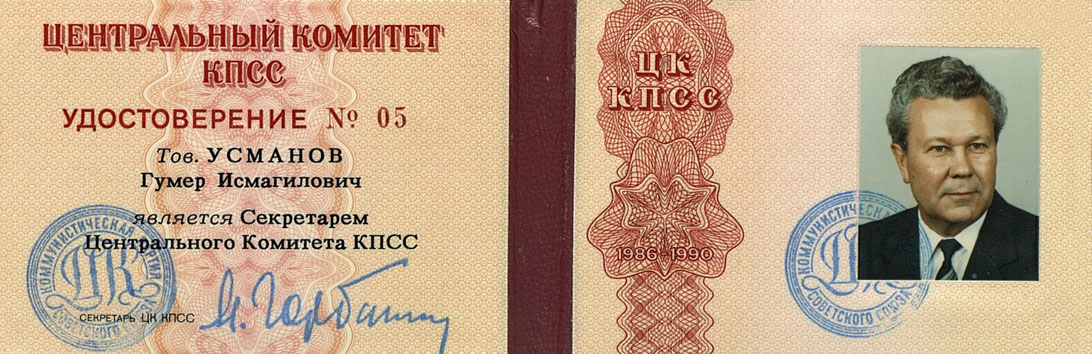
Удостоверение секретаря ЦК КПСС
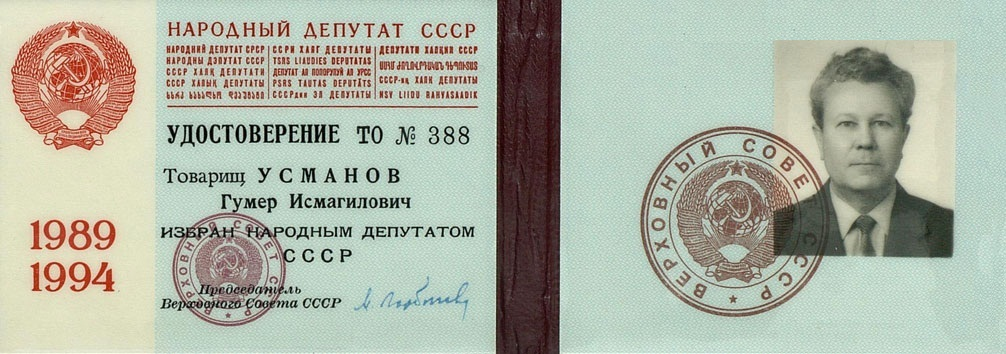
Удостоверение народного депутата СССР